# Дума Находкинского городского округа
Дума Находкинского городского округа — представительный орган местного самоуправления Находкинского городского округа.
Согласно Уставу, наделена правом представлять интересы населения и принимать от его имени решения, действующие на территории городского округа. Состоит из 28 депутатов. Председатель Евгений Воронин. С 2000 года по июнь 2016 года Михаил Пилипенко.

## История
С 1945 по 1991 год местная публичная власть в городе была представлена Находкинским городским Советом народных депутатов, который состоял из городского комитета (в 1945-1950 гг. — райкома) КПСС и исполнительного комитета.
В соответствии с указом Президента РСФСР от 24 августа 1991 года № 83 «О приостановлении деятельности коммунистической партии РСФСР и о партийных архивах» и решением Крайисполкома № 240 от 24 августа 1991 года, распоряжением председателя Находкинского горисполкома Виктора Гнездилова № 541 от 24 августа 1991 года, помещения Находкинского городского Комитета КПСС были закрыты и опечатаны.

## Полномочия
Дума Находкинского городского округа утверждает структуру администрации городского округа по представлению главы городского округа, утверждает генеральный план, правила землепользования и застройки городского округа, прочее.
Исключительная компетенция:
- принятие устава городского округа, внесение в него поправок;
- утверждение бюджета городского округа;
- установление (изменение, прекращение) действия местных налогов и сборов;
- принятие планов и программ развития городского округа;
- определение порядка управления и распоряжения муниципальным имуществом городского округа;
- определение порядка принятия решений о создании (реорганизации, ликвидации) муниципальных предприятий и учреждений, об установлении тарифов на услуги муниципальных предприятий и учреждений;
- определение порядка участия городского округа в организациях межмуниципального сотрудничества;
- определение порядка материально-технического и организационного обеспечения деятельности органов местного самоуправления;
- контроль за исполнением органами местного самоуправления и их должностными лицами полномочий по решению вопросов местного значения;
- принятие решения об удалении главы городского округа в отставку.

## Акты
Дума Находкинского городского округа по вопросам, отнесенным к её компетенции, принимает решения двух видов:
- решения по вопросам, отнесенным к компетенции Думы законами Российской Федерации и Приморского края, Уставом городского округа, устанавливающие правила, обязательные для исполнения на территории городского округа;
- решения по вопросам организации деятельности Думы.

Решения Думы, устанавливающие правила, обязательные для исполнения на территории городского округа, принимаются большинством голосов, подписываются главой городского округа и подлежат обязательному опубликованию в средствах массовой информации.
Решения, принимаемые Думой по вопросам собственной организации деятельности, подписываются председателем Думы. Председатель Думы издает постановления и распоряжения по вопросам организации деятельности Думы.

## Депутаты
Согласно уставу Находкинского городского округа, дума округа избирается сроком на 5 лет. Состоит из 28 депутатов, избираемых на муниципальных выборах по смешанной (мажоритарно-пропорциональной) избирательной системе, 15 из которых представляют политические партии.
Депутаты осуществляют свои полномочия, как правило, на непостоянной основе. Возглавляет Думу её председатель, который работает на постоянной основе. Председатель избирается из состава депутатов Думы тайным голосованием. Председатель имеет заместителей, избираемых большинством голосов при тайном голосовании. Из числа депутатов создаются постоянные депутатские комиссии. Для юридического, организационного, информационного и материально-технического обеспечения деятельности Думы действует аппарат, состоящий из муниципальных служащих и технических работников.
Выборы в думу V созыва состоялись 4 марта 2012 года.
| Депутаты думы IV созыва    | Депутаты думы IV созыва | Депутаты думы IV созыва |
| -------------------------- | ----------------------- | ----------------------- |
| Комиссия                   | Имя                     | Партия                  |
|                            |                         |                         |
| Председатель Думы          | Михаил Пилипенко        | Единая Россия           |
|                            |                         |                         |
| Экология и благоустройство | Дмитрий Киселёв         | Единая Россия           |
|                            |                         |                         |
| Финансы                    | Александр Киселёв       | Единая Россия           |
|                            |                         |                         |
| Социальная политика        | Анжелика Мицкус         | Единая Россия           |
|                            |                         |                         |
| Законность и регламент     | Михаил Васёв            | Единая Россия           |
|                            |                         |                         |
| Экономика                  | Анатолий Садыков        | Единая Россия           |
|                            |                         |                         |
| Экономика                  | Алексей Гашев           | Единая Россия           |
|                            |                         |                         |
| Экология и благоустройство | Татьяна Черновалова     | Единая Россия           |
|                            |                         |                         |
| Финансы                    | Сергей Кондауров        | Единая Россия           |
|                            |                         |                         |
| Финансы                    | Василий Сомов           | Единая Россия           |
|                            |                         |                         |
| Законность и регламент     | Сергей Тарасов          | Единая Россия           |
|                            |                         |                         |
| ЖКХ                        | Георгий Злотеску        | Единая Россия           |
|                            |                         |                         |
| Законность и регламент     | Антон Горбань           | Единая Россия           |
|                            |                         |                         |
| ЖКХ                        | Виктор Горонок          | Единая Россия           |
|                            |                         |                         |
| Экономика                  | Александр Стребков      | Единая Россия           |
|                            |                         |                         |
| Социальная политика        | Андрей Дмитренко        | Единая Россия           |
|                            |                         |                         |
| Экология и благоустройство | Наталья Ким             | Единая Россия           |
|                            |                         |                         |
| Экономика                  | Дмитрий Аркушенко       | Единая Россия           |
|                            |                         |                         |
| ЖКХ                        | Андрей Бодров           | Единая Россия           |
|                            |                         |                         |
| Социальная политика        | Андрей Зеленин          | Единая Россия           |
|                            |                         |                         |
| ЖКХ                        | Алексей Макаров         | Единая Россия           |
|                            |                         |                         |
| Законность и регламент     | Евгений Воронин         | Единая Россия           |
|                            |                         |                         |
| Социальная политика        | Борис Вышегородцев      | Справедливая Россия     |
|                            |                         |                         |
| Финансы                    | Павел Шкир              | Справедливая Россия     |
|                            |                         |                         |
| Финансы                    | Роман Постоленко        | Справедливая Россия     |